# Dietmar Bartz

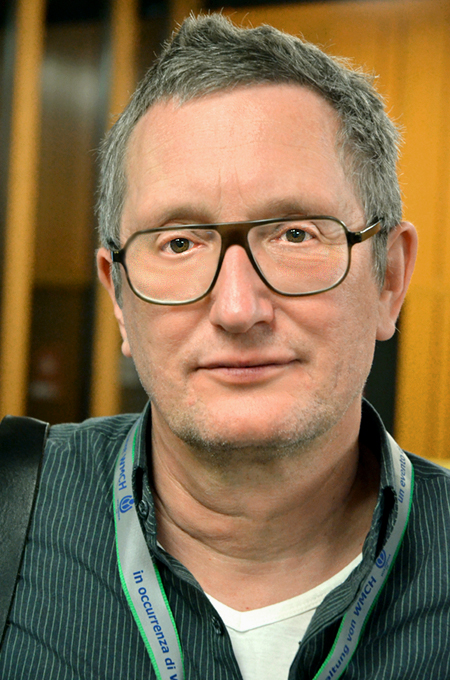
Dietmar Bartz (2018)

Dietmar Bartz (* 1. April 1957 in Duisburg) ist ein deutscher Journalist.
Bartz wuchs in Ratingen auf und schloss 1979 eine Ausbildung am Hauptstaatsarchiv Düsseldorf und an der Archivschule Marburg mit der Laufbahnprüfung für den gehobenen Archivdienst (Dipl.-Archivar (FH)) ab. Ab 1980 studierte er an der Eberhard Karls Universität Tübingen und der Universität Hamburg Kunstgeschichte, Geschichte und Germanistik. Nach dem Abbruch des Studiums absolvierte er ein Volontariat bei der taz in Bremen.
Von 1988 bis 1991 war er Wirtschaftsredakteur bei der taz in Berlin und danach bis 1994 Ressortleiter Wirtschaft bei der Wochenpost in Berlin. Vier Jahre lang arbeitete er als freier Wirtschaftsjournalist in Prešov (Slowakei). Darauf folgten weitere Tätigkeiten in Deutschland, von 1998 bis 2001 als Chef vom Dienst bei mare in Hamburg und bis 2006 als Meinungsredakteur bei der taz. Von 2002 bis 2005 gehörte er zugleich der Redaktion der deutschen Ausgabe von Le Monde Diplomatique an. Von 2007 bis 2009 war er Chef vom Dienst bei der deutschen Ausgabe von Vanity Fair. Die gleiche Funktion hatte er 2012 bei der deutschen Ausgabe von Interview inne. Er arbeitet auch als Projektmanager und Medienberater.
Mit der Kommunikationsdesignerin Ellen Stockmar betreibt er seit 2012 das Projekt „Atlas-Manufaktur“ zur Herstellung von Orientierungsmedien (u. a. Fleischatlas).
Im Zuge seiner Berichterstattung über den Einsturz des Kölner Stadtarchivs prägte Bartz den Begriff Köln-Flocken.

## Veröffentlichungen (Auswahl)
- Konfusion im Binnenmarkt. AV-Verlag, Augsburg 1990, ISBN 3-925274-34-0
- Die Wirtschaft verstehen. Eichborn-Verlag, Frankfurt am Main 1998, ISBN 3-8218-1446-2. 3. Auflage unter dem Titel Wirtschaft von A bis Z. 2002, ISBN 3-8218-3944-9
- mare Register Heft 1–13, Sonderbeilage zu Heft 13, 16 S., 1999, Register Heft 1–25, Book on Demand, Hamburg 2001, 224 S., Register Heft 1-40, Book on Demand, Hamburg 2003, 369 S.
- Seemannssprache. Von Tampen, Pütz und Wanten. Delius Klasing, Bielefeld 2007, 2. Auflage 2008, 3. Auflage Marixverlag, Wiesbaden 2014, ISBN 978-3-86539-344-9
- als Mitherausgeber oder Redakteur: Atlas der Globalisierung. 4 Ausgaben 2003–2012. Le Monde Diplomatique, Berlin, zuletzt ISBN 978-3-937683-39-3
- Wirtschaftsbericht Irak 2011/2012. In: Irak + Ich. Herausgegeben von Media in Change and Transition, Berlin 2011, keine ISBN, S. 102–128
- (Herausgeber:) Südosteuropa. Der kleine Subkontinent. Edition Le Monde Diplomatique, Berlin 2014, ISBN 3-9376-8344-5
- (Hauptautor:) Oben. Ihr Flugbegleiter, herausgegeben von Heinrich-Böll-Stiftung und Airbus Group, auch Englisch unter dem Titel Aloft. An Inflight Review (2016)
- (Projektmanagement, mit Eigenbeiträgen:) Fleischatlas (6 Ausgaben 2013–2021), Europa-Atlas (2014), Bodenatlas, Kohleatlas (2015), Konzernatlas (2017), Energieatlas, Atlas der Arbeit (2018), Agrar-Atlas, Atlas der Migration, Mobilitätsatlas (2019), Insektenatlas, Atlas der Staatenlosen (2020), Atlas der Versklavung (2021), Atlas der digitalen Arbeit, Neubearbeitung des Atlas der Migration (2022), Atlas der Abrüstung (2024) auch in zahlreichen fremdsprachigen Ausgaben